# TIPIN
TIPIN (англ. TIMELESS interacting protein) – білок, який кодується однойменним геном, розташованим у людей на короткому плечі 15-ї хромосоми. Довжина поліпептидного ланцюга білка становить 301 амінокислот, а молекулярна маса — 34 555.
| 10         |  | 20         |  | 30         |  | 40         |  | 50         |
| ---------- |  | ---------- |  | ---------- |  | ---------- |  | ---------- |
| MLEPQENGVI |  | DLPDYEHVED |  | ETFPPFPPPA |  | SPERQDGEGT |  | EPDEESGNGA |
| PVRVPPKRTV |  | KRNIPKLDAQ |  | RLISERGLPA |  | LRHVFDKAKF |  | KGKGHEAEDL |
| KMLIRHMEHW |  | AHRLFPKLQF |  | EDFIDRVEYL |  | GSKKEVQTCL |  | KRIRLDLPIL |
| HEDFVSNNDE |  | VAENNEHDVT |  | STELDPFLTN |  | LSESEMFASE |  | LSRSLTEEQQ |
| QRIERNKQLA |  | LERRQAKLLS |  | NSQTLGNDML |  | MNTPRAHTVE |  | EVNTDEDQKE |
| ESNGLNEDIL |  | DNPCNDAIAN |  | TLNEEETLLD |  | QSFKNVQQQL |  | DATSRNITEA |
| R          |  |            |  |            |  |            |  |            |

A: Аланін

C: Цистеїн

D: Аспарагінова кислота

E: Глутамінова кислота

F: Фенілаланін

G: Гліцин

H: Гістидин

I: Ізолейцин

K: Лізин

L: Лейцин

M: Метіонін

N: Аспарагін

P: Пролін

Q: Глутамін

R: Аргінін

S: Серин

T: Треонін

V: Валін

W: Триптофан

Кодований геном білок за функцією належить до фосфопротеїнів. 
Задіяний у таких біологічних процесах, як клітинний цикл, поділ клітини, пошкодження ДНК, мітоз. 
Локалізований у цитоплазмі, ядрі.